# Jamiroquai
Jamiroquai je britská multižánrová hudební skupina, jež ve své hudbě propojuje acid jazz, funk, soul a disco. Jejím frontmanem a hlavní tváří je po celou dobu její existence zpěvák a skladatel Jason Kay. Jamiroquai byli (společně například s Brand New Havies či Galliano) počátkem 90. let nejvýznamnější hudební skupinou stylu acid jazz. Pozdější alba skupiny se hudebně posunula i do dalších oblastí, jako jsou pop, disco a elektronika.

## Členové

### Současní
- Jason Kay
- Rob Harris
- Paul Turner
- Matt Johnson
- Derrick McKenzie
- Sola Akingbola
- Lorraine McIntosh
- Hazel Fernandez
- Sam Smith

### Bývalí
- Gavin Dodds
- Simon Katz
- Nick Fyffe
- Stuart Zender
- Simon Carter
- Toby Smith
- Mike Smith
- Nick Van Gelder
- Darren Galea
- Winston Rollins
- Adrian Revell
- Wallis Buchanan

## Diskografie

### Alba
- Emergency on Planet Earth (1993)
- The Return of the Space Cowboy (1994)
- Travelling Without Moving (1997)
- Synkronized (1999)
- A Funk Odyssey (2001)
- Dynamite (2005)
- High Times: Singles 1992-2006 (2006)
- Rock Dust Light Star (2010)
- Automaton (2017)